# Flavia de Luce e il delitto nel campo dei cetrioli
(Ispettore Hewitt)
Flavia de Luce e il delitto nel campo dei cetrioli  (The Sweetness at the Bottom of the Pie) è un romanzo giallo scritto da Alan Bradley.
Fu pubblicato in Gran Bretagna nel 2007; in Italia è uscito nel 2010 edito dalla Mondadori. Con la sua pubblicazione questo romanzo ha riscosso un enorme successo, ed è stato talmente apprezzato dalla critica tanto da essere valso all'autore un Dagger Award. Primo della serie I misteri di Flavia de Luce racconta la prima avventura di un'undicenne di nobili origini appassionata di chimica, di nome Flavia de Luce, che vive nella tenuta di Buckshaw assieme al padre, il colonnello de Luce, ed alle sue due sorelle, Ophelia e Daphne. 

## Trama
Un giorno, sull‘uscio della tenuta di Buckshaw, la cuoca della dimora scopre uno strano uccello morto nel cui becco è infilzato un francobollo. Il mattino seguente, viene rinvenuto un cadavere nel campo di cetrioli che stranamente non sembra appartenere a nessun volto noto ai residenti. La particolarità del delitto risiede nel fatto che il corpo non sembra presentare alcuna contusione, alcuna ferita o alcun sintomo di avvelenamento. Cercando di comprendere chi sia, cosa lo abbia ucciso e soprattutto chi lo abbia fatto, la piccola Flavia indaga girovagando per le vie di Bishop's Lacey, una cittadina inglese fittizia in cui la storia è ambientata. Col passar del tempo verrà a contatto con un'oscura, tremenda verità, che mette in discussione tutto ciò in cui sino ad allora aveva creduto. 

### Personaggi
- Flavia Sabina de Luce, l'ultima arrivata della famiglia di nobili origini dei de Luce, vive assieme al padre, il colonnello de Luce, alle sue due sorelle, Daphne e Ophelia de Luce, e al factotum del padre, il fido signor Dogger, nella tenuta di Buckshaw. Un prodigio undicenne, è la protagonista della serie. Ha una grande passione per la chimica grazie alla quale riesce a pervenire alle più impensabili conclusioni, che la conducono poi alla fine alla risoluzione del caso. Come unico mezzo di trasporto dispone della sua bicicletta Gladys.

- Colonnello Haviland de Luce, padre di Flavia, il colonnello de Luce è un uomo rigido ed austero. Prese parte nella seconda guerra mondiale alle operazioni militari che coinvolsero la gran Bretagna, durante le quali fece conoscenza di colui che diverrà in futuro il suo fido factotum Dogger. Grande appassionato di filatelia, fu studente della GreyMinster Academy, a cui son ancorati alcuni oscuri avvenimenti che lo coinvolsero nel periodo della sua giovinezza.  Aveva una moglie di nome Harriet, che muore però in un incidente un anno dopo la nascita della piccola Flavia.

- Ophelia e Daphne de Luce, sorelle più grandi di Flavia, si mostrano sempre sprezzanti nei suoi confronti. Una ha la passione per la lettura, l'altra passa intere giornate col suo beauty-case.

- Dogger, il fido tuttofare della tenuta di Buckshaw, ha un rapporto speciale sia con Flavia che con suo padre. Mentalmente un po' instabile (Frequenti i suoi attacchi che lo portano a periodi di perdita del controllo, isteria, e pazzia), nutre però un grande affetto nei confronti della sua padroncina, la quale lo aiuta in ogni momento di difficoltà. Forse ha un ruolo nelle vicende riguardanti lo strano rinvenimento del cadavere nel campo dei cetrioli. Durante i periodi di guerra ha svolto il ruolo di medico nel plotone ove operava il colonnello de Luce.

- Mrs. Mullet, cuoca della tenuta, vive col marito Alf (che però nel libro si sente solo menzionare). Suole preparare pranzo e cena per il colonnello e le sue figlie, proponendo qualche volta piatti non proprio prelibati. Come ad esempio la sua torta alla crema di uova: Perché mai allora se nessuno dei residenti l'ha mai gradita il giorno del rinvenimento del cadavere mancava una fetta di questa?

- Sconosciuto rinvenuto nel campo dei cetrioli, dalla scompigliata capigliatura rossastra e dagli occhi di un azzurro intenso, è lo sconosciuto morente scoperto una mattina da Flavia nel campo di cetrioli. Prima di esalare il suo ultimo respiro, morente tra le braccia della piccola Flavia, lascia uscire dalla sua bocca un'ultima parola: “vale!”. Chi è costui? Perché si trovava lì a quell'ora? Cosa l'ha ucciso? E soprattutto, perché non ci son tagli, né contusioni, nulla che possa rimandare alla causa della sua morte?

- Ispettore Hewitt, capo ispettore del dipartimento di polizia di Bishop's Lacey, indaga sul caso della tenuta di Buckshaw assieme al suo collaboratore, il sergente Woolmer.  Nonostante la sua competenza non riesce a venire a capo del fitto mistero che avvolge il campo di cetrioli. Forse è legato in qualche modo alla vicenda?

- Sergente Woolmer, collaboratore dell'ispettore Hewitt, si dichiara esterrefatto nello scoprire che ci siano così tanti interrogativi attorno al ritrovamento del corpo dello straniero dai capelli rossi.

- Dottor Darby, il medico che si reca sul posto del rinvenimento del cadavere per determinare ora e causa di morte. Purtroppo per lui non riesce ad individuare alcuna causa.

- Frank Pemberton, scrive su riviste trattanti l'argomento antiquariato. È giunto sino a Bishop's Lacey per procurarsi un'intervista al colonnello de Luce e per fare alcuni scatti alla tenuta di Buckshaw. Per giungere al colonnello e realizzare quindi il suo desiderio di intervistarlo fa amicizia con Flavia e molto spesso si dimostra alquanto invadente ed irritante.

- Dottor Grenvil Twining, affettuoso mentore del colonnello de Luce nei tempi in cui frequentava il collegio di GreyMinster. In quei tempi, a seguito di una bravata ordita dagli studenti, sentendosi in qualche modo responsabile dell'accaduto, salì sino in cima alla torre dell'orologio della scuola e si gettò davanti agli occhi di tutti i ragazzi. Ma perché le testimonianze fornite dai vari cittadini intervistati da Flavia non coincidono? Perché quando Flavia si reca nel luogo del suicidio scopre cose alquanto strane?

- Tully Stoker, proprietario dell'unico ostello della città, “I Tredici Draghi” ove alcuni dei personaggi del racconto soggiornano. Ha una figlia, Mary Stoker, particolarmente importante per Flavia per il proseguimento delle indagini.

- Mary Stoker, figlia del proprietario della taverna “I Tredici Draghi”, è l'amante di Ned Cropper, il garzone del padre. Mary racconta a Ned che un pomeriggio, mentre era intenta a sistemare la camera di un ospite, un uomo la sorprese alle spalle facendola sobbalzare.

- Ned Cropper, il garzone di Tully Stoker, il proprietario della taverna “I Tredici Draghi”. Ha una relazione con la figlia di Tully, Mary.

- Miss Mountjoy, nipote del defunto dottor Mr. Twining. Flavia le va a fare visita, e così vien a conoscenza della tragica fine dello zio. Dal giorno del funerale dell‘uomo ritrovato morto nel campo di cetrioli, in cui la vide sgattaiolare fuori dalla chiesa , Flavia crede nasconda qualcosa…

- Mr. Maximillian, un basso signore amico di vecchia data di Flavia. Instancabile giramondo, le fornisce involontariamente alcune riflessioni sul delitto.

## Edizioni
- Alan Bradley, Flavia de Luce e il delitto nel campo dei cetrioli, collana Strade Blu, Mondadori, 2010,  p. 345, EAN 9788804592549.

- Flavia de Luce e il delitto nel campo dei cetrioli, collana La memoria n. 1036, Sellerio, giugno 2016,  p. 440, EAN 9788838935244.

## Riconoscimenti
Il libro ha vinto il Premio Dilys nel 2010.